# Aeroportul Internațional Piloto Civil Norberto Fernández
Aeroportul Internațional Piloto Civil Norberto Fernández (IATA: RGL, ICAO: SAWG) este un aeroport din Provincia Santa Cruz, Argentina ce deservește zona Río Gallegos⁠(d). Aeroportul a fost tranzitat în decembrie 2022 de 18.547 de pasageri.
Situat la o altitudine de 20 m, aeroportul dispune de o singură pistă. Este operat de Aeropuertos Argentina⁠(d).